# اريك كروغر
اريك كروغر (بالألمانية: Eric Krüger)‏ هو عداء سريع ألماني، ولد في 21 مارس 1988 في أوشاتس في ألمانيا.

## وصلات خارجية
- اريك كروغر على موقع الاتحاد الدولي لألعاب القوى (الإنجليزية)
- اريك كروغر على موقع اللجنة الأولمبية الدولية (الإنجليزية)
- اريك كروغر على موقع أوليمبيديا (الإنجليزية)
- اريك كروغر على موقع اللجنة الأولمبية الألمانية (الألمانية)